# Browar Stary Kraków
Browar Stary Kraków – przedsiębiorstwo, które obsługiwało i zaopatrywało w piwo piwiarnie i bary na terenie Krakowa. Miało charakter browaru kontraktowego, istniało w latach 2005–2007, a w 2016 zostało reaktywowane jako browar infrastrukturalny w podkrakowskim Wroninie. Jego właścicielem jest Tomasz Jabłoński.

## Charakterystyka
Browar Stary Kraków był dzierżawcą części linii produkcyjnej od Browaru Relakspol. Specjalizował się w produkcji angielskiego gatunku piwa górnej fermentacji typu ale. W 2007 roku firma zaprzestała działalności, a marki piw zostały przejęte przez Browar Relakspol, który kontynuował warzenie piwa górnej fermentacji.

## Produkty
Ale

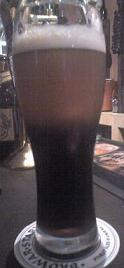
Piwo Smocza Głowa nalane dwupoziomowo, tzw. Piwo rżnięte. Górna warstwa – Golden Ale. Dolna warstwa – Dark Ale

- Smocza Głowa – Amber Ale (września 2005 – grudzień 2007) – KEG + butelka
- Smocza Głowa – Pale Ale (grudzień 2005 – styczeń 2006) – KEG
- Smocza Głowa – Dark Ale (sierpień 2006 – grudzień 2007) – KEG + butelka
- Smocza Głowa – Golden Ale (wrzesień 2006 – lipiec 2007) – KEG + butelka